# Lijst van spoorwegstations in Barcelona
Dit is een complete Lijst van spoorwegstations in Barcelona, op alfabet gesorteerd. Deze lijst bevat alleen stations die in Barcelona zelf liggen en niet de hele metropool.

## Stations
| Naam               | District            | Maatschappij | Metrostationverbinding |
| ------------------ | ------------------- | ------------ | ---------------------- |
| Arc de Triomf      | Eixample            | Renfe        | Arc de Triomf          |
| Avinguda Tibidabo  | Sarrià-Sant Gervasi | FGC          |                        |
| El Clot-Aragó      | Sant Martí          | Renfe        | Clot                   |
| El Putxet          | Sarrià-Sant Gervasi | FGC          |                        |
| Plaça d'Espanya    | Sants-Montjuïc      | FGC          | Espanya                |
| Estació de França  | Ciutat Vella        | Renfe        | Barceloneta            |
| Gràcia             | Gràcia              | FGC          |                        |
| Ildefons Cerdà     | Sants-Montjuïc      | FGC          |                        |
| La Bonanova        | Sarrià-Sant Gervasi | FGC          |                        |
| Les Tres Torres    | Sarrià-Sant Gervasi | FGC          |                        |
| Magòria-La Campana | Sants-Montjuïc      | FGC          |                        |
| Muntaner           | Sarrià-Sant Gervasi | FGC          |                        |
| Pàdua              | Sarrià-Sant Gervasi | FGC          |                        |
| Passeig de Gràcia  | Eixample            | Renfe        | Passeig de Gràcia      |
| Plaça de Catalunya | Eixample            | Renfe, FGC   | Catalunya              |
| Plaça Molina       | Sarrià-Sant Gervasi | FGC          |                        |
| Provença           | Eixample            | FGC          | Diagonal               |
| Reina Elisenda     | Sarrià-Sant Gervasi | FGC          |                        |
| Sant Andreu Arenal | Sant Andreu         | Renfe        | Fabra i Puig           |
| Sant Andreu Comtal | Sant Andreu         | Renfe        | Sant Andreu            |
| Sant Gervasi       | Sarrià-Sant Gervasi | FGC          |                        |
| Sants              | Sants-Montjuïc      | Renfe        | Sants Estació          |
| Sarrià             | Sarrià-Sant Gervasi | FGC          | Sarrià                 |
| Torre del Baró     | Nou Barris          | Renfe        | Torre Baró-Vallbona    |

## Toekomstige stations
| Naam                        | District    | Maatschappij | Metrostationverbinding |
| --------------------------- | ----------- | ------------ | ---------------------- |
| Estació de la Sagrera - TAV | Sant Andreu | Renfe        | Sagrera - TAV          |
| Glòries                     | Sant Martí  | Renfe, FGC   | Glòries                |

## Voormalige stations
| Naam             | District    | Maatschappij | Metrostationverbinding        |
| ---------------- | ----------- | ------------ | ----------------------------- |
| Estació del Nord | Eixample    | Renfe        | Norte-Triunfo (Arc de Triomf) |
| Clot-Sagrera     | Sant Andreu | Renfe        |                               |